# IO Interactive
IO Interactive (de obicei abreviată IOI) este o companie dezvoltatoare de jocuri video cu sediul în Copenhaga, Danemarca, fondată în septembrie 1998. Este cel mai bine cunoscută pentru dezvoltarea seriei Hitman.

## Istoric
IO Interactive este un joint-venture între Nordisk Film și Reto-Moto, o companie producătoare de jocuri video.
Primul lor titlu, Hitman: Codename 47, distribuit de Eidos Interactive în noiembrie 2000, a fost vândut în peste 600.000 de copii, doar pentru PC. Continuarea sa, Hitman 2: Silent Assassin, a fost dezvoltată pentru PC, cât și pentru PlayStation 2 și Xbox, iar mai târziu pentru Nintendo GameCube. Lansat în octombrie 2002, Hitman 2: Silent Assassin a fost vândut în mai mult de 3 milioane de copii. În octombrie 2003, IO Interactive a lansat Freedom Fighters care, în colaborare cu Electronic Arts, o companie distribuitoare de jocuri video, a fost vândut în peste 1 milion de copii.
În martie 2004, IO Interactive a fost achiziționată de către Eidos, o companie dezvoltatoare și distribuitoare de jocuri video, din Anglia.
IO Interactive a continuat dezvoltarea celui de-al 3-lea joc din celebra serie Hitman, Hitman: Contracts, care a apărut pe piață în aprilie 2004 și a fost vândut în peste 1,6 milioane de copii.
Între anii 2006 - 2009, IO Interactive a dezvoltat jocurile Hitman: Blood Money (al 4-lea joc din seria Hitman), Kane & Lynch: Dead Men, un shooter third-person și Mini Ninjas, un joc de acțiune-adventură.
Square Enix achiziționează Eidos, în anul 2009, și preia controlul companiei IO Interactive. În 2017, Square Enix părăsește IO Interactive.
Continuarea jocului Kane & Lynch: Dead Men — Kane & Lynch 2: Dog Days — a apărut pe piață în august 2010.
În prezent, IO Interactive a dezvoltat cel de-al 3-lea joc din seria Hitman (World Of Assassination), Hitman 3, care a fost lansat pe piață pe 20 Ianuarie 2021 pentru Microsoft Windows, PlayStation 4, PlayStation 5, Xbox One, Xbox Series X/S, Google Stadia și Nintendo Switch. 
Compania lucrează la un joc complet nou, cu Agentul 007 (James Bond), numit "Project 007". În română: "Proiectul 007" (acesta este un titlu în dezvoltare). 

## Jocuri
| Titlu                     | An lansare | Platformă                                                                                                |
| ------------------------- | ---------- | --- |
| Hitman: Codename 47       | 2000       | Microsoft Windows                                                                                        |
| Hitman 2: Silent Assassin | 2002       | Microsoft Windows, PlayStation 2, Xbox, Nintendo GameCube                                                |
| Freedom Fighters          | 2003       | Microsoft Windows, PlayStation 2, Xbox, Nintendo GameCube                                                |
| Hitman: Contracts         | 2004       | Microsoft Windows, PlayStation 2, Xbox                                                                   |
| Hitman: Blood Money       | 2006       | Microsoft Windows, PlayStation 2, Xbox, Xbox 360                                                         |
| Kane & Lynch: Dead Men    | 2007       | Microsoft Windows, PlayStation 3, Xbox 360                                                               |
| Mini Ninjas               | 2009       | Microsoft Windows, PlayStation 3, Xbox 360, Wii                                                          |
| Kane & Lynch 2: Dog Days  | 2010       | Microsoft Windows, PlayStation 3, Xbox 360                                                               |
| Hitman: Absolution        | 2012       | Microsoft Windows, PlayStation 3, Xbox 360                                                               |
| Hitman 2016               | 2016-2017  | Microsoft Windows, PlayStation 4, Xbox one, Google Stadia                                                |
| Hitman 2                  | 2018       | Microsoft Windows, Playstation 4, Xbox one, Google Stadia                                                |
| Hitman 3                  | 2021       | Microsoft Windows, Playstation 4, Playstation 5, Xbox One, Xbox Series X, Google Stadia, Nintendo Switch |
| Project 007               | N/A        | N/A |